# آفریکا وان
آفریکا وان (به انگلیسی: Africa One) یک شرکت هواپیمایی است که در ۲۹ آوریل ۲۰۰۲ میلادی تأسیس شده است. دفتر مرکزی آفریکا وان در کینشاسا، جمهوری دموکراتیک کنگو واقع شده است.